# Brit Awards
Pour les articles homonymes, voir Brit (homonymie) et Awards.
Les Brit Awards (stylisés BRIT Awards, souvent simplement appelés The Brits) sont une récompense musicale délivrée annuellement par la British Phonographic Industry depuis 1977 afin d'honorer les meilleurs artistes populaires au Royaume-Uni, et sont l'équivalent britannique des Grammy Awards américains.
Le nom Brit (ou Brits), qui est à l'origine une forme abrégée de British, Britain ou Britannia, devient par la suite le rétro-acronyme de British Record Industry Trusts Show.
Robbie Williams détient le record de récompenses. Il en a remporté 13 en tant qu'artiste solo et 5 autres comme membre du groupe Take That.
Une cérémonie équivalente pour la musique classique, appelée Classic BRIT Awards, se tient chaque mois de mai depuis 2000.

## Histoire
La première remise de prix, nommée The BRITish Record Industry BRITannia Awards, se déroule en octobre 1977 dans le cadre du Jubilé d'argent d'Élisabeth II (en).
La deuxième édition, organisée par la British Phonographic Industry (BPI), n'a lieu qu'en 1982 et les Brits deviennent un événement annuel.
Si la première cérémonie avait été diffusée à la télévision (par le réseau ITV), les trois suivantes ne le sont pas. C'est à partir de 1985 que la BBC diffuse la remise de prix qui s'appelle officiellement BPI Awards show. En 1989, la cérémonie est rebaptisée Britannia Music Awards afin de se faire l'écho du parrainage de Britannia Music Club, avant d'être raccourcie en Brit Awards.
Les Brit Awards sont retransmis en direct jusqu'en 1989, où Samantha Fox et Mick Fleetwood sont largement critiqués pour un spectacle visiblement peu répété. Par la suite, l'événement est enregistré et diffusé la nuit suivante. Cela fait partie d'une refonte décidée par Jonathan King, qui a pris en charge le spectacle en 1987.
À partir du 14 février 2007, les Brit Awards reviennent à une émission en direct à la télévision britannique, sur la chaîne ITV.
Depuis 2011, les Brit Awards ont lieu à l'O2 Arena à Londres.
En 2021, l'institution s'est engagée à ne plus faire de distinction genrée pour leurs récompenses.

## Catégories
| Récompenses actuelles - Meilleur album britannique - Artiste de l'année - Chanson de l'année - Groupe de l'année - Meilleur artiste pop - Meilleur artiste R&B - Meilleur artiste dance - Meilleur artiste rock/alternatif - Meilleur artiste hip-hop/grime/rap - Meilleur nouvel artiste - Meilleur producteur britannique - Rising Star Award - Auteur-compositeur de l'année - Artiste international de l'année - Groupe international de l'année - Chanson internationale de l'année | Anciennes récompenses - Meilleur artiste solo masculin britannique - Meilleure artiste solo féminine britannique - Meilleure vidéo britannique - Meilleur artiste britannique sur scène - Meilleur succès global - Meilleur album international - Meilleur artiste solo masculin international - Meilleure artiste solo féminine internationale - Meilleur artiste international (solo ou groupe) - Révélation internationale - Meilleure bande originale de film - Meilleur disque de musique classique - Meilleur album classique soliste (1977) - Meilleur album orchestral (1977) - Meilleur disque britannique pour un non musicien (1977) - Meilleur disque de comédie (1985) | Récompenses spéciales - Artiste d'une génération (1996) - Album britannique le plus vendu (1998) - Album et single les plus vendus (1994) - Spectacle de l'année (2000) - Meilleur album britannique des 30 dernières années (2010) - Meilleure chanson des 25 ans (2005) - Meilleure prestation aux Brit Awards des 30 dernières années (2010) - Prestation scénique ayant remporté le plus de succès (1993) - Prix pour l'ensemble de la carrière (1983) - Trophée Sony de l'excellence technique (1983 et 1984) - Prix spécial (1983 et 1985) - Prix de reconnaissance spéciale (2011 et 2013) - Freddie Mercury Award (1996, 1998 et 1999) - Icon Award/Global Icon Award (2014, 2016, 2017, 2021 et 2024) - Contribution exceptionnelle à la musique (1977, 1982 à 2010, 2012 et 2019) |

Note
1. ↑  Récompense appelée Album le plus vendu en 1983 et 1984 et décernée à des artistes internationaux
2. ↑  Anciennement Meilleur single britannique
3. ↑  Anciennement Meilleur groupe britannique
4. ↑  Décernée auparavant comme Meilleur artiste pop britannique
5. ↑  Décernée auparavant comme Meilleur groupe de rock britannique
6. ↑  Décernée auparavant comme Meilleur artiste britannique de musique urbaine
7. ↑  Anciennement Révélation britannique
8. ↑  Anciennement Choix des critiques

## Sélection des nommés et vote
Les artistes, albums et singles éligibles sont sélectionnés par The Official Charts Company (OCC), l'organisme chargé d'établir les différents hit-parades britanniques, puis soumis aux votes de l'académie des Brit awards qui compte plus de mille membres exerçant dans l'industrie musicale. Les membres choisissent cinq favoris dans chaque catégorie par voie électronique.

## Artistes les plus récompensés
Certains artistes ont été récompensés à plusieurs reprises, dans des groupes ou en solo. Les tableaux ci-dessous listent ceux qui ont obtenu au moins 4 récompenses.

### Artistes britanniques
| Récompenses | Artistes               | Détails |
| ----------- | ---------------------- | --- |
| 18          | Robbie Williams        | En solo (13) - Meilleur artiste solo masculin britannique (4), - Meilleur single britannique (3), - Meilleur vidéo britannique (3), - Meilleure chanson des 25 ans (1) - Icon Award (1) - Contribution exceptionnelle à la musique (1) Avec le groupe Take That (5) - Meilleur single britannique (3), - Meilleur groupe britannique (1) - Meilleure vidéo britannique (1) |
| 13          | Harry Styles           | En solo (6) - Chanson de l'année (2), - Meilleur album britannique (1) - Artiste de l'année (1) - Meilleur artiste pop/R&B (1) - Meilleure vidéo britannique (1) Avec le groupe One Direction (7) - Meilleure vidéo britannique (4), - Meilleur succès global (2), - Meilleur single britannique (1)                                                                       |
| 12          | Adele                  | - Meilleure artiste solo féminine britannique ou Artiste de l'année (3), - Meilleur album britannique (3), - Meilleur single britannique ou Chanson de l'année(3), - Meilleur succès global (2), - Choix des critiques (1) |
| 9           | Coldplay               | - Meilleur groupe britannique (4), - Meilleur album britannique (3), - Meilleur single britannique (1) - Meilleur artiste britannique sur scène (1) |
| 8           | Annie Lennox           | En solo (7) - Meilleure artiste solo féminine britannique (6), - Meilleur album britannique (1) Avec le groupe Eurythmics (1) - Contribution exceptionnelle à la musique (1) |
| 8           | Take That              | - Meilleur single britannique (5), - Meilleur groupe britannique (1) - Meilleur artiste britannique sur scène(1) - Meilleure vidéo britannique (1) |
| 7           | Arctic Monkeys         | - Meilleur groupe britannique (3), - Meilleur album britannique (3), - Révélation britannique (1) |
| 7           | Dua Lipa               | - Meilleure artiste solo féminine britannique (2), - Meilleur album britannique (1) - Meilleur single britannique (1) - Révélation britannique (1) - Meilleur artiste Pop/R&B (1) - Meilleur artiste pop (1) |
| 7           | Paul McCartney         | En solo (3) - Meilleur artiste solo masculin britannique (1) - Contribution exceptionnelle à la musique (1) - Trophée Sony de l'excellence technique (1) Avec les Beatles (4) - Contribution exceptionnelle à la musique (2), - Meilleur groupe britannique (1) - Meilleur album britannique (1)                                                                           |
| 7           | One Direction          | - Meilleure vidéo britannique (4), - Meilleur succès global (2), - Meilleur single britannique (1) |
| 7           | Raye                   | - Meilleur album britannique (1) - Artiste de l'année (1) - Chanson de l'année (1) - Meilleur artiste R&B (2), - Meilleur nouvel artiste (1) - Auteur-compositeur de l'année (1) |
| 7           | Ed Sheeran             | - Meilleur artiste solo masculin britannique (2), - Meilleur succès global (2), - Meilleur album britannique (1) - Révélation britannique (1) - Auteur-compositeur de l'année (1) |
| 6           | Damon Albarn           | Avec le groupe Blur (5) - Meilleur album britannique (1) - Meilleur groupe britannique (1) - Meilleur single britannique (1) - Meilleure vidéo britannique (1) - Contribution exceptionnelle à la musique (1) Avec le groupe Gorillaz (1) - Meilleur groupe britannique (1)                                                                                                |
| 6           | David Bowie            | - Meilleur artiste solo masculin britannique (3), - Meilleur album britannique (1) - Contribution exceptionnelle à la musique (1) - Icon Award (1) |
| 6           | Oasis                  | - Meilleur album britannique (1) - Meilleur album britannique des 30 dernières années (1) - Révélation britannique (1) - Meilleur groupe britannique (1) - Meilleure vidéo britannique (1) - Contribution exceptionnelle à la musique (1) |
| 5           | Blur                   | - Meilleur album britannique (1) - Meilleur groupe britannique (1) - Meilleur single britannique (1) - Meilleure vidéo britannique (1) - Contribution exceptionnelle à la musique (1) |
| 5           | Phil Collins           | - Meilleur artiste solo masculin britannique (3), - Meilleur album britannique (1) - Meilleur single britannique (1) |
| 5           | Charli XCX             | - Meilleur album britannique (1) - Artiste de l'année (1) - Chanson de l'année (1) - Meilleur artiste dance (1) - Auteur-compositeur de l'année (1) |
| 5           | Elton John             | - Contribution exceptionnelle à la musique (2), - Meilleur artiste solo masculin britannique (1) - Icon Award (1) - Freddie Mercury Award (1) |
| 5           | George Michael         | En solo (3) - Meilleur artiste solo masculin britannique (2), - Meilleur album britannique (1) Avec le groupe Wham! (2) - Meilleur groupe britannique (1) - Contribution exceptionnelle à la musique (1) |
| 5           | Spice Girls            | - Meilleur single britannique (1) - Meilleure vidéo britannique (1) - Contribution exceptionnelle à la musique (1) - Album britannique le plus vendu (1) - Meilleur prestation aux Brit Awards des 30 dernières années (1) |
| 4           | The 1975               | - Meilleur groupe britannique (2), - Meilleur album britannique (1) - Meilleur artiste rock/alternatif (1) |
| 4           | The Beatles            | - Contribution exceptionnelle à la musique (2), - Meilleur album britannique (1) - Meilleur groupe britannique (1) |
| 4           | Dido                   | - Meilleure artiste solo féminine britannique (2), - Meilleur album britannique (1) - Meilleur single britannique (1) |
| 4           | Freddie Mercury        | En solo (1) - Contribution exceptionnelle à la musique (1) Avec le groupe Queen (3) - Meilleur single britannique (2), - Contribution exceptionnelle à la musique (1) |
| 4           | Manic Street Preachers | - Meilleur album britannique (2), - Meilleur groupe britannique (2), |
| 4           | Emeli Sandé            | - Meilleure artiste solo féminine britannique (2), - Meilleur album britannique (1) - Choix des critiques (1) |
| 4           | Dave Stewart           | En solo (3) - Meilleur producteur britannique (3), Avec le groupe Eurythmics (1) - Contribution exceptionnelle à la musique (1) |
| 4           | Paul Weller            | - Meilleur artiste solo masculin britannique (3), - Contribution exceptionnelle à la musique (1) |

### Artistes internationaux
| Récompenses | Arstistes       | Détails |
| ----------- | --------------- | --- |
| 7           | Prince          | - Meilleur artiste solo international (2), - Meilleur artiste solo masculin international (2), - Meilleure bande originale de film (2), - Meilleur artiste international(1) |
| 7           | U2              | - Meilleur groupe international (5), - Prestation scénique ayant remporté le plus de succès (1) - Contribution exceptionnelle à la musique (1) |
| 6           | Beyoncé         | En solo (4) - Meilleure artiste solo féminine internationale (2), - Artiste international de l'année (1) - Chanson internationale de l'année (1) Avec le groupe Destiny's Child (1) - Meilleur groupe international (1) Avec le groupe The Carters (1) - Meilleur groupe international (1) |
| 6           | Dave Grohl      | Avec le groupe Foo Fighters (5) - Meilleur groupe international (4), - Meilleur album international (1) Avec le groupe Nirvana (1) - Révélation internationale (1) |
| 6           | Michael Jackson | - Meilleur artiste solo international (2), - Meilleur artiste solo masculin international (1) - Album le plus vendu (1) - Meilleure vidéo (1) - Artiste d'une génération (1) |
| 5           | Björk           | - Meilleure artiste solo féminine internationale (4), - Révélation internationale (1) |
| 5           | Foo Fighters    | - Meilleur groupe international (4), - Meilleur album international (1) |
| 4           | Billie Eilish   | - Meilleure artiste solo féminine internationale (2), - Artiste international de l'année (1) - Chanson de l'année (en featuring avec Charli XCX) (1) |
| 4           | Eminem          | - Meilleur artiste solo masculin international (3), - Meilleur album international (1) |
| 4           | Bruno Mars      | En solo (3) - Meilleur artiste solo masculin international (2), - Meilleur single britannique (en featuring avec Mark Ronson) (1) Avec le groupe Silk Sonic (1) - Groupe international de l'année (1)                                                                                      |
| 4           | Kylie Minogue   | - Meilleure artiste solo féminine internationale (2), - Meilleur album international (1) - Global Icon Award (1) |

## Records
- Robbie Williams est l'artiste le plus récompensé avec 18 trophées dont 5 avec le groupe Take That.
- L'artiste féminine la plus récompensée est Adele avec 12 Brit Awards.
- Le groupe qui a gagné le plus souvent est Coldplay, à 9 reprises.
- Le record de récompenses lors d'une même cérémonie est de 6, décernées à la chanteuse Raye en 2024.

Le groupe Radiohead, malgré 17 nominations, n'a jamais gagné. Jamiroquai, nommé 14 fois n'a pas eu plus de chance, tandis que le chanteur Craig David, nommé 6 fois en 2001, est reparti bredouille.

## Principaux gagnants par année
- Brit Awards 1977 : The Beatles (3 récompenses)
- Brit Awards 1982 : Aucun artiste ne remporte plus d'1 récompense
- Brit Awards 1983 : Paul McCartney (2 récompenses)
- Brit Awards 1984 : Michael Jackson et Culture Club (2 récompenses)
- Brit Awards 1985 : Frankie Goes to Hollywood et Prince and The Revolution (2 récompenses)
- Brit Awards 1986 : Phil Collins (2 récompenses)
- Brit Awards 1987 : Peter Gabriel (2 récompenses)
- Brit Awards 1988 : Aucun artiste ne remporte plus d'1 récompense
- Brit Awards 1989 : Tracy Chapman, Fairground Attraction et Michael Jackson (2 récompenses)
- Brit Awards 1990 : Neneh Cherry, Phil Collins et Fine Young Cannibals (2 récompenses)
- Brit Awards 1991 : Aucun artiste ne remporte plus d'1 récompense
- Brit Awards 1992 : Seal (3 récompenses)
- Brit Awards 1993 : Annie Lennox (2 récompenses)
- Brit Awards 1994 : Björk, Take That et Stereo MC's (2 récompenses)
- Brit Awards 1995 : Blur (4 récompenses)
- Brit Awards 1996 : Oasis (3 récompenses)
- Brit Awards 1997 : Manic Street Preachers et les Spice Girls (2 récompenses)
- Brit Awards 1998 : The Verve (3 récompenses)
- Brit Awards 1999 : Robbie Williams (3 récompenses)
- Brit Awards 2000 : Macy Gray, Travis et Robbie Williams (2 récompenses)
- Brit Awards 2001 : Robbie Williams (3 récompenses)
- Brit Awards 2002 : Dido et Kylie Minogue (2 récompenses)
- Brit Awards 2003 : Coldplay, Eminem et Ms. Dynamite (2 récompenses)
- Brit Awards 2004 : The Darkness (3 récompenses)
- Brit Awards 2005 : Scissor Sisters (3 récompenses)
- Brit Awards 2006 : Kaiser Chiefs (3 récompenses)
- Brit Awards 2007 : Arctic Monkeys et The Killers (2 récompenses)
- Brit Awards 2008 : Arctic Monkeys, Foo Fighters et Take That (2 récompenses)
- Brit Awards 2009 : Duffy (3 récompenses)
- Brit Awards 2010 : Lady Gaga (3 récompenses)
- Brit Awards 2011 : Arcade Fire et Tinie Tempah (2 récompenses)
- Brit Awards 2012 : Adele et Ed Sheeran (2 récompenses)
- Brit Awards 2013 : Ben Howard et Emeli Sandé (2 récompenses)
- Brit Awards 2014 : Arctic Monkeys et One Direction (2 récompenses)
- Brit Awards 2015 : Ed Sheeran et Sam Smith (2 récompenses)
- Brit Awards 2016 : Adele (4 récompenses)
- Brit Awards 2017 : David Bowie et Rag'n'Bone Man (2 récompenses)
- Brit Awards 2018 : Dua Lipa et Stormzy (2 récompenses)
- Brit Awards 2019 : The 1975 et Calvin Harris (2 récompenses)
- Brit Awards 2020 : Lewis Capaldi (2 récompenses)
- Brit Awards 2021 : Dua Lipa (2 récompenses)
- Brit Awards 2022 : Adele (3 récompenses)
- Brit Awards 2023 : Harry Styles (4 récompenses)
- Brit Awards 2024 : Raye (6 récompenses)
- Brit Awards 2025 : Charli XCX (5 récompenses)